# Iberische tjiftjaf
De Iberische tjiftjaf (Phylloscopus ibericus) is een zangvogel uit de familie van de Phylloscopidae.

## Verspreiding en leefgebied
De soort broedt op het Iberisch Schiereiland, in Portugal en in Spanje, maar overwintert in het westen van Afrika. In Nederland is deze vogel een zeldzame verschijning met 38 gevallen tot en met 2016.
De soort telt 2 ondersoorten:
- P. i. biscayensis: zuidwestelijk Frankrijk, noordelijk Portugal en noordelijk Spanje.
- P. i. ibericus: centraal en zuidelijk Portugal, zuidwestelijk Spanje en noordwestelijk Afrika.

## Herkenning
Deze soort is op uiterlijk in het veld en op foto's niet betrouwbaar te onderscheiden van de Tjiftjaf, de zang is echter zeer kenmerkend.